# Cessna

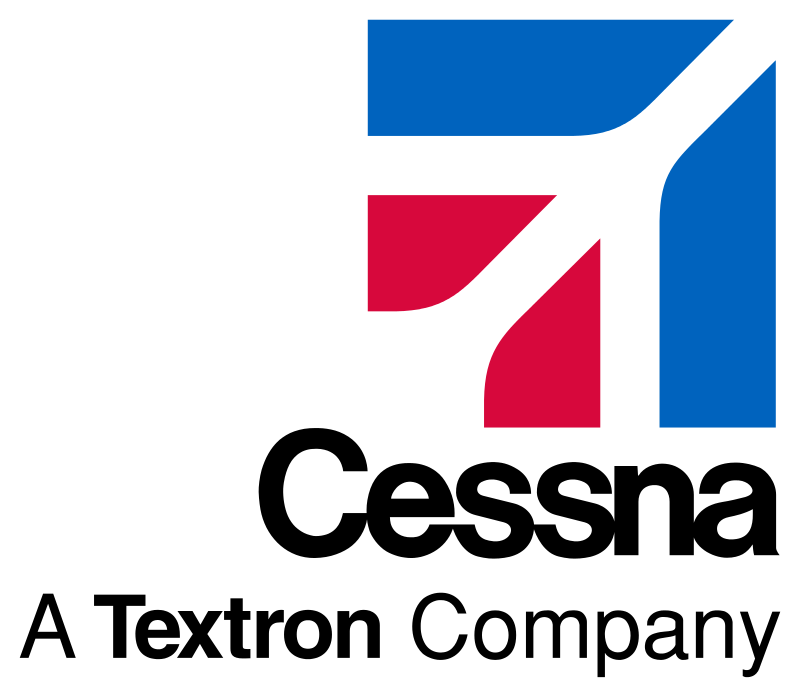

Công ty Máy bay dân dụng Cessna là một công ty máy bay của Hoa Kỳ, có trụ sở chính ở Wichita, Kansas. Công ty chuyên sản xuất các máy bay dân dụng cỡ nhỏ, thường dành cho tư nhân, sử dụng động cơ piston. Cessna là công ty con của Tập đoàn Textron.

## Lịch sử
Tháng 6 năm 1911, Clyde Cessna, một nông dân ở Rago, Kansas đã tự làm ra một chiếc máy bay cho riêng mình và thử lái nó. Ông trở thành người đầu tiên làm được điều này trong toàn khu vực từ sông Mississippi cho đến dãy núi Rocky. Ông ta chế tạo chiếc máy bay bằng gỗ và vải ở Enid, Oklahoma và thử nghiệm trên một bãi muối. Khi ngân hàng từ chối cho vay vốn, ông bèn chuyển đến Wichita, Kansas.
Công ty Cessna được hình thành khi Clyde Cessna và Victor Roos trở thành đối tác của nhau trong Công ty Máy bay Liên doanh Cessna-Roos năm 1927. Tuy nhiên, Roos đã từ chức chỉ 1 tháng ngay sau khi công ty được thành lập và bán cổ phần của mình cho Cessna. Cùng năm, chính quyền Kansas đồng ý gỡ bỏ Roos ra khỏi tên công ty.
Mẫu máy bay mới, Cessna DC-6 được tung ra đúng ngày thị trường chứng khoán toàn cầu sụp đổ và mở ra cuộc Đại khủng hoảng, ngày 29-10-1929.

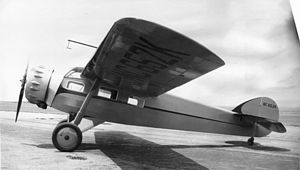

Năm 1932, công ty buộc phải đóng cửa do khủng hoảng kinh tế và hoạt động trở lại vào năm 1933. Trong năm đó, công ty tung ra mẫu Cessna CR-3. Chiếc máy bay này đã chiến thắng trong Giải đua Máy bay Hoa Kỳ được tổ chức tại Chicago, và đồng thời thiết lập kỉ lục mới về tốc độ bay cho động cơ nhỏ hơn 500 inch khối đạt vận tốc lên tới 237 mph (381 km/h).
Cháu trai của Cessna, ông Dwane Wallace và người anh trai của mình là Dwight, đã mua lại toàn bộ công ty năm 1934 và bắt đầu biến nó trở thành một công ty quy mô toàn cầu.
Mẫu Cessna C-37 được giới thiệu năm 1937 trở thành mẫu thủy phi cơ đầu tiên trang bị càng đáp dạng phao nổi Edo. Năm 1940, công ty nhận được bản hợp đồng lớn nhất từ khi thành lập: quân đội Mỹ đặt mua 33 chiếc Cessna T-50 và đến cuối năm, Không quân Hoàng gia Canada cũng đặt mua 180 chiếc T-50.
Năm 1946, sau khi Chiến tranh thế giới thứ hai kết thúc, công ty quay lại với việc chế tạo máy bay thương mại sau khi Lệnh Sản xuất thời chiến được thu hồi, với việc tung ra mẫu Cessna 120 và Cessna 140. Đây là mẫu tiếp cận với máy bay hoàn toàn làm bằng kim loại với các công cụ chế tạo, khuôn và đồ gá hiện đại thay thế cho việc sản xuất thủ công với gỗ và vải thời trước Thế chiến.
Năm 1948, Cessna 140 được Hiệp hội Dạy bay Hoa Kỳ gọi là "mẫu máy bay nổi bật của năm".
Năm 1955, máy bay trực thăng đầu tiên của Cessna, Cessna CH-1 được giới thiệu và được chứng nhận bởi FAA.
Năm 1956, công ty giới thiệu mẫu Cessna 172, và nó trở thành mẫu máy bay được sản xuất nhiều nhất lịch sử. Đến năm 1963, đã có 50000 chiếc Cessna 172 được chế tạo và bán ra trên khắp thế giới.
Năm 1960, công ty liên kết với Công ty hàng không Reims của Pháp.
Ngày 15 tháng 9 năm 1969, máy bay phản lực thương mại đầu tiên của Cessna ra đời, mẫu Cessna Citation I.
Chỉ riêng trong năm 1975, công ty đã chế tạo được 100,000 chiếc máy bay loại một động cơ.
Đến năm 1985, Cessna không còn là một công ty độc lập. General Dynamics Corporation đã mua lại toàn bộ công ty và tiến hành chế tạo mẫu Cessna Caraval 208. Sau đó, General Dynamics Corporation buộc phải bán lại Cessna cho Textron Inc năm 1992.
Cuối năm 2007, Cessna thâu tóm Công ty Máy bay Columbia bị phá sản với mức giá 26,4 triệu USD và tiếp tục sản xuất mẫu Columbia 350 và Columbia 400 với tên gọi mới lần lượt là Cessna 350 và Cessna 400 tại nhà máy Columbia ở Bend, Oregon.

## Tranh cãi với Trung Quốc
Vào ngày 27 tháng 11 năm 2007, Cessna tuyên bố mẫu Cessna 162 mới sẽ được sản xuất ở Trung Quốc bởi công ty Shenyang Aircraft Corporation, một công ty con của Công ty Cổ phần Công nghiệp Hàng không Trung Quốc (China Aviation Industry Corporation I -AVIC I) thuộc sở hữu của chính phủ Trung Quốc. Cessna báo cáo rằng các quyết định đã được thực hiện để tiết kiệm tiền và tăng cường công suất cho các nhà máy ở Mỹ. Tuy nhiên, Cessna nhận được nhiều phản hồi tiêu cực về quyết định này, bao gồm các vấn đề về chất lượng sản phẩm hàng tiêu dùng của Trung Quốc, vấn đề nhân quyền, vấn đề xuất khẩu lao động, và mối quan hệ chính trị Trung-Mỹ. Các phản ứng của khách hàng tỏ ra ngạc nhiên đối với Cessna và dẫn đến một chiến dịch quan hệ công chúng của công ty. Đầu năm 2009, công ty tiếp tục nhận được những lời chỉ trích về kế hoạch mở rộng nhà máy ở Trung Quốc trong khi sa thải một số lượng lớn nhân viên ở Mỹ. Cuối cùng, mẫu Cessna 162 không thu được nhiều thành công thương mại và chỉ có một số lượng nhỏ máy bay này được sản xuất trước khi bị hủy bỏ.

## Giai đoạn khủng hoảng kinh tế 2008-2010
Công việc kinh doanh của công ty đáng chú ý hơn trong những năm cuối thập niên 2000 do suy thoái kinh tế, với việc sa thải gần một nửa số nhân viên từ tháng 1 năm 2009 đến tháng 10 năm 2010, lên đến hơn 8300 người và một vài cơ sở sản xuất đóng cửa. Quý I năm 2010, công ty mẹ Textron báo lỗ 8 triệu USD.
Ngày 4 tháng năm 2008, công ty mẹ của Cessna, Textron Inc, thông báo rằng sản xuất sẽ bị suy giảm nhiều so với mục tiêu ban đầu của năm 2009 về quá trình sản xuất Cessna 535 do kinh tế toàn cầu tiếp tục suy thoái, và điều này sẽ dẫn đến việc công ty tiếp tục phải sa thải nhân viên.
Ngày 8 tháng 11 năm 2008 tại AOPA Expo, Giám đốc điều hành Jack Pelton nói rằng doanh số bán hàng của mảng máy bay cá nhân bị giảm nhưng mảng máy bay piston và phản lực dành cho doanh nghiệp vẫn ổn định.  "Trong khi suy thoái kinh tế đã tạo ra một môi trường kinh doanh khó khăn, chúng tôi được khuyến khích bởi hoạt động nhanh từ khai thác đội tàu cánh quạt mới và hiện nhận 200 đơn đặt hàng cho chiếc máy bay sản xuất năm 2009," Pelton nói.
Đến năm 2012, công ty bắt đầu phục hồi trở lại với việc kêu gọi các nhân việc cũ quay trở lại công ty, mở đầu với việc cơ sở sản xuất ở Wichita mở cửa trở lại với 150 nhân viên.

## Các mẫu máy bay
Bài chi tiết: Danh sách các máy bay Cessna
Hiện nay Cessna còn duy trì dây chuyền sản xuất các mẫu máy bay sau:
Cessna 172: cánh cao, một động cơ piston, bốn chỗ ngồi, bắt đầu sản xuất từ năm 1956.
Cessna 182: cánh cao, một động cơ piston, bốn chỗ ngồi, bắt đầu sản xuất từ năm 1996 (ban đầu được sản xuất từ năm 1956 và 1985).
Cessna 206: cánh cao, một động cơ piston, sáu chỗ ngồi, bắt đầu sản xuất từ năm 1962.
Cessna 208: cánh cao, một động cơ cánh quạt phản lực, nhiều chỗ ngồi (tùy biến), bắt đầu sản xuất năm 1984.
Cessna 400: cánh thấp, một động cơ turbo tăng áp, nhiều chỗ ngồi (tùy biến), là biến thể của mẫu Cessna 350, bắt đầu sản xuất từ năm 2004.
Cessna 510: cánh thấp, hai động cơ phản lực, nhiều chỗ ngồi, bắt đầu sản xuất từ năm 2005.
Cessna 525: cánh thấp, hai động cơ phản lực, nhiều chỗ ngồi, bắt đầu sản xuất từ năm 1991.
Cessna 560 XL: cánh thấp, hai động cơ phản lực, nhiều chỗ ngồi, bắt đầu sản xuất từ năm 1996.
Cessna 680: máy bay hạng trung, cánh thấp, hai động cơ phản lực, nhiều chỗ ngồi, bắt đầu sản xuất từ năm 2004.
Cessna 750: máy bay hạng trung, cánh thấp, hai động cơ phản lực, nhiều chỗ ngồi, bắt đầu sản xuất từ năm 1996.